# Francolise
Francolise község (comune) Olaszország Campania régiójában, Caserta megyében.

## Fekvése
A megye központi részén fekszik, Nápolytól 40 km-re északnyugatrara valamint Caserta városától 25 km-re északnyugati irányban. Határai: Calvi Risorta, Carinola, Grazzanise, Pignataro Maggiore, Sparanise és Teano.

## Története
A település alapítására vonatkozóan nincsenek pontos adatok. Első írásos említése a 12. századból származik, bár egyes régészek szerint alapítása a rómaiak idejére nyúlik vissza. A következő századokban nemesi birtok volt. A 19. században nyerte el önállóságát, amikor a Nápolyi Királyságban felszámolták a feudalizmust.

## Népessége
A népesség számának alakulása:

## Főbb látnivalói
- Castello (a település középkori vára)
- Santa Maria a Castello-templom